# 인도식 싱가포르 요리

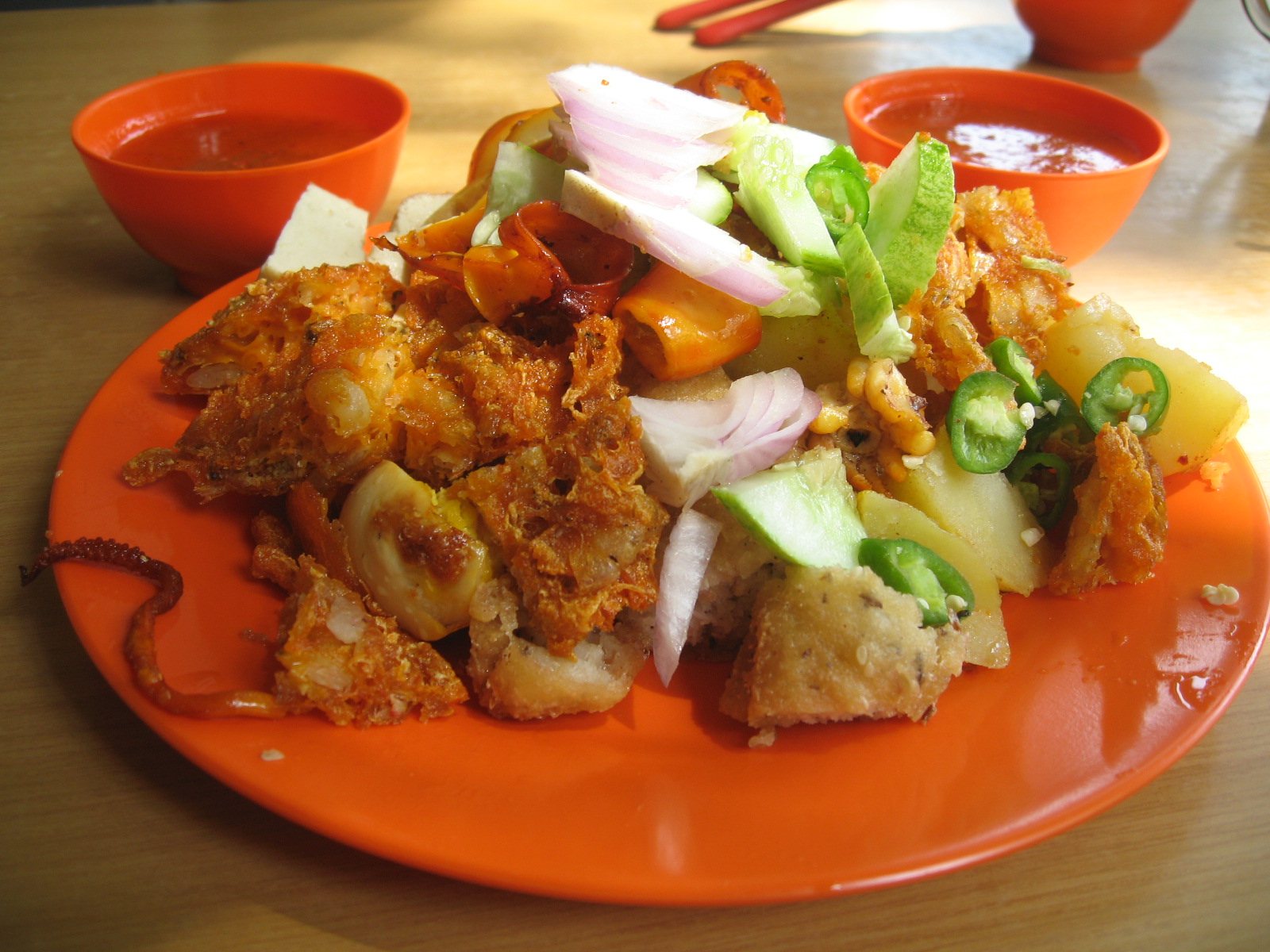
인도식 루작.

인도식 싱가포르 요리는 남아시아 요리 전통에서 전체적으로 또는 부분적으로 파생된 싱가포르에서 생산되고 소비되는 음식과 음료를 말한다. 다양한 싱가포르 요리 중에는 인도 음식도 포함되며, 이는 타밀 요리, 특히 현지 타밀 무슬림 요리인 경향이 있지만, 북인도 음식이 최근에 더욱 눈에 띄게 되었다. 인도 요리는 수년간 다른 싱가포르 문화와 접촉하고 현지에서 사용 가능한 재료와 현지 취향의 변화에 맞게 변형되었다. 현지 형태의 인도 음식은 인도 음식의 현지화 또는 지역적 변형으로 볼 수 있으며 경우에 따라 인도-싱가포르 하이브리드 요리의 한 형태로 볼 수 있다. 인기 있는 인도 요리와 그 요소(때로는 비인도인이 준비하고 판매함)는 다음과 같다.
- 피클 - 혼합 야채의 인도 피클이다. 이제는 중국인 또는 말레이시아인도 그들의 전통 음식과 함께 대접한다.
- 나시 비리아니 - 사프란 쌀과 고기로 유명한 인도 무슬림 요리이다. 인도인과 말레이인 모두가 판매하며 말레이 결혼식에서 필수적이다.[1]
- 카레 - 기본적인 인도 야채 또는 고기 그레이비이다. 현재는 현지 중국과 말레이시아의 전통적인 요리에서 유비쿼터스이다. 페라 나칸의 예는 락사이며, 이름은 '십만'이라는 산스크리트어에서 유래되었다.[2] 유라시아의 예는 악마의 카레이고 중국의 예는 칠리 크랩이다.[3]
- 피시 헤드 카레 - 질감을 중시하는 중국인의 입맛을 위해 인도인(특히 케랄라 출신의 마리안 제이콥 고메즈)이 발명한 상징적인 싱가포르 요리이다. 인도에서는 찾을 수 없다.[4]
- 인도식 로작 - 튀긴 감자, 계란, 해산물, 두부 및 기타 항목으로 구성된 샐러드이다. 뜨겁고 달콤한 칠리 소스와 함께 제공된다. 이 요리는 인도에 존재하지 않으며 싱가포르와 그 지역에서만 고유한다.[5] 치킨 카레를 곁들인 Roti Prata .

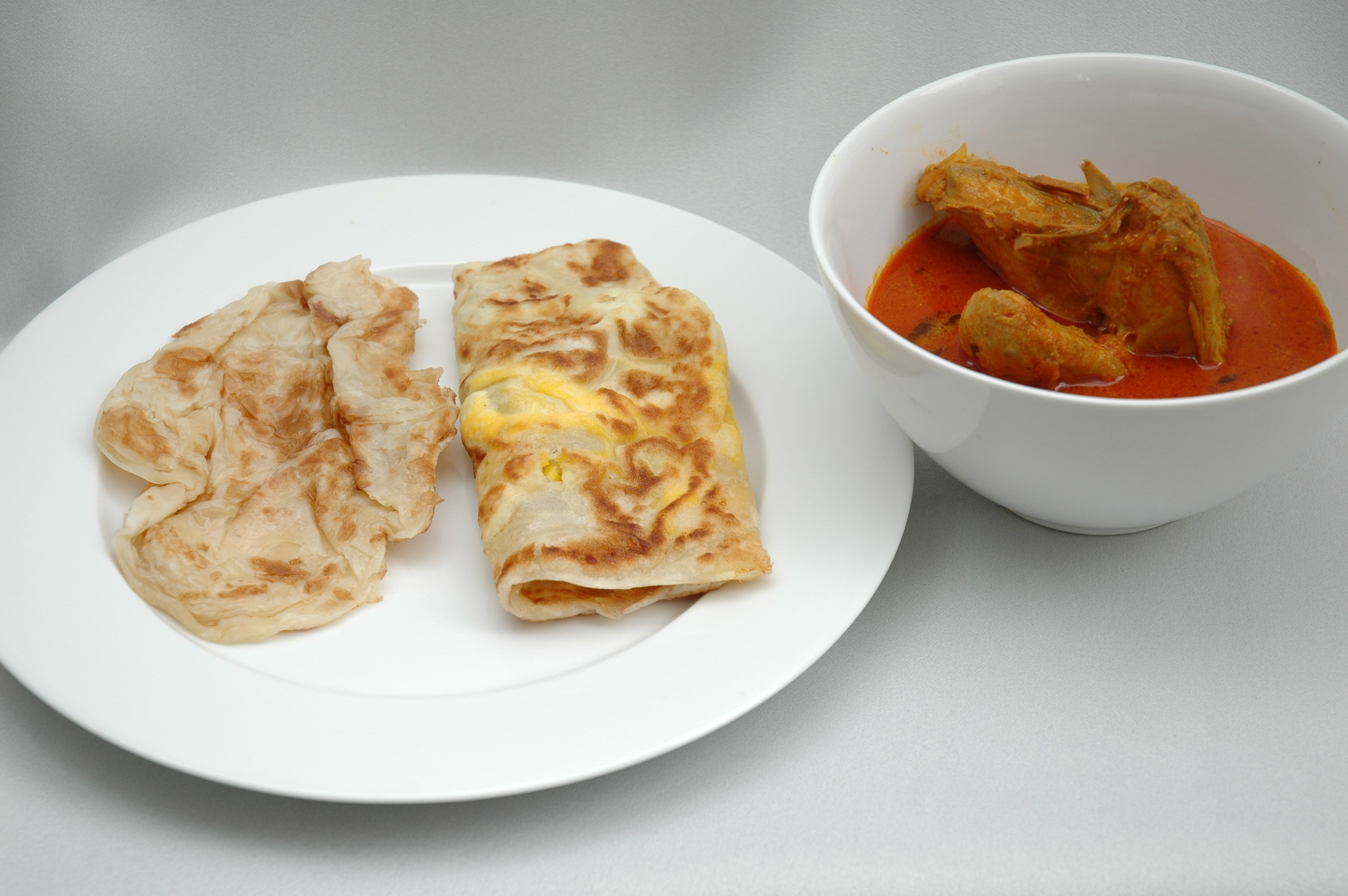
치킨 카레를 곁들인 Roti Prata.

- 인도 미고렝 (Indian Mee goreng) - '인도 스타일'에 맞게 준비되고 향신료, 다진 고기, 완두콩, 감자로 튀겨낸 중국 노란색 국수이다.[6]
- 무탑바끄 - 다진 닭고기, 양고기, 쇠고기 또는 정어리로 채워진 로티 차나이이다.
- 로티 존 (Roti john) - 달걀, 다진 양고기, 양파를 얹은 팬으로 튀긴 바게트, 케첩과 함께 제공된다.[7]
- 로티 차나이 - '크루아상에 대한 싱가포르의 대답'. 나이트 클럽을 떠난 후 인기 있는 만찬이다. 변형에는 두리안과 치즈 프라타가 포함된다.
- 테 타릭 (Teh tarik) - 그 제조 기술의 이름을 따서 요리의 이름 그대로 '당겨진 차'. 거품이 많은 상단 때문에 카푸치노와 비교된다.

다른 요리는 인도 재료와 기타 요리의 영향이 제국주의와 함께 싱가포르 같은 곳으로 퍼졌던 식민지 시대에 인기가 있었다. 그들 중 많은 사람들이 일부 가정과 식당에서 견뎌낸다. 이러한 요리 중 일부는 다음과 같다.

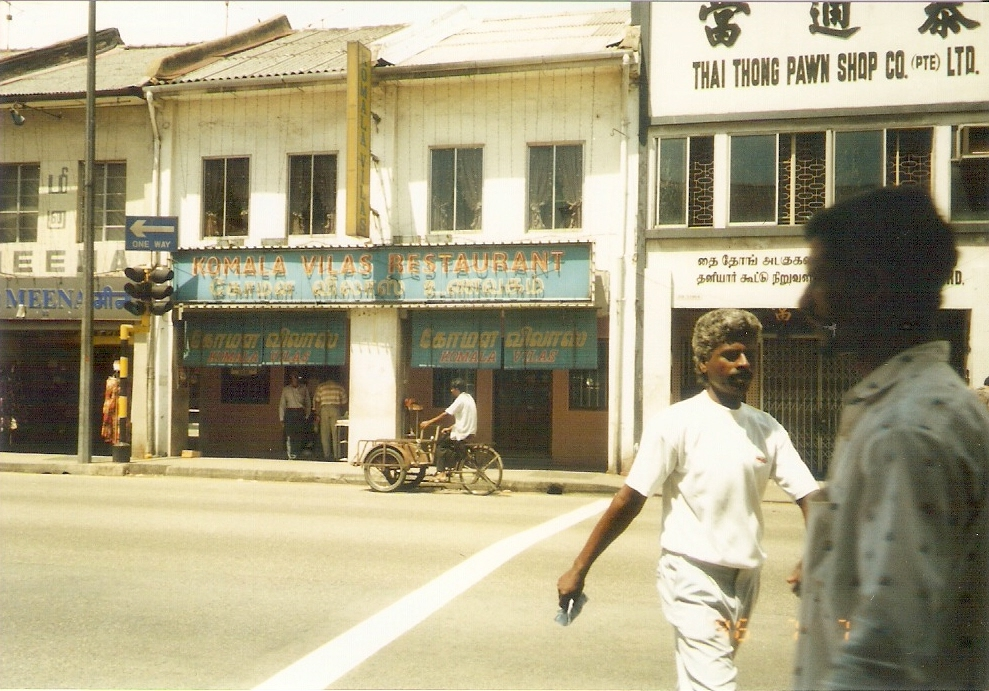
세란군의 코말라 빌라스 남인도 식당 (1996년)

- 감자와 완두콩을 곁들인 민스 - 정향과 간장 소스로 조리한 돼지 고기. 고안 케마 및 인도 키마와 유사하다.[8]
- 치킨 랩 - 앵글로-인디언 치킨 랩으로, 랩에서 파생되었으며, pepperbox.sg에서 준비했다.[9]
- 패니어 랩 - Pepperbox.sg에서 준비한 랩에서 파생된 북인도식 패니어 랩이다.
- 멀리가토니 - 타밀 라삼에서 파생된 앵글로-인도 고추 카레 수프이다.
- 생선 물리 - 포르투갈이나 인도에서 유래한 매운 생선과 코코넛 요리이다.[9]
- 커리 티핀 - 또 다른 앵글로-인도 전통으로, 점심을 뜻하는 인디언 용어에서 유래한 이름이다. 다양한 반찬과 함께 메인 요리인 카레가 특징이다.[10]
- 돼지고기 빈달루 - 16세기에 포르투갈인과 함께 말라카에 들어온 고아식 식초 카레에서 파생되었다. 이제는 유라시아 요리로 간주된다.[11]
- 매운 양고기 찹 - 싱가포르의 세인트 그레고리 레인에서 한 우자르 싱이 준비한 매운 양고기 튀김이다.[12]

널리 사용되지 않는 음식이지만 더 구체적인 인도 고객, 특히 리틀인디아와 그 주변에서 서비스를 제공하는 여러 지역에서 여전히 찾을 수 있는 다른 인도 음식도 많이 있다. 이는 아팜, 바투라, 차트니, 삼, 이들리, 무루쿠, 푸투 마얌, 사모 사, 탄두리, 도사, 웁마 및 다양한 과자를 포함하여, 잘레비, 할바, 라두, 키르 및 굴랍자문 등을 포함한다.

## 같이 보기
- 싱가포르 요리